# Knut Blind
Knut Blind (* 1965) ist ein deutscher Wirtschaftswissenschaftler. Er befasst sich mit generellen Fragen der Innovationsforschung, insbesondere mit dem Einfluss regulativer Rahmenbedingungen auf Innovationen.

## Leben
Blind studierte Volkswirtschaftslehre, Politologie und Psychologie an der Universität Freiburg und der Brock University in Kanada. Er war als wissenschaftlicher Assistent am Institut für Finanzwissenschaft in Freiburg tätig und wurde dort bei Hans-Hermann Francke promoviert. Er habilitierte sich an der Universität Kassel. Seit 2006 ist er Professor für das Fachgebiet Innovationsökonomie an der Technischen Universität Berlin. Dieses Fachgebiet im Institut für Technologie und Management der Fakultät Wirtschaft und Management wurde 2006 gemeinsam mit dem Fraunhofer-Institut für System- und Innovationsforschung ISI in Karlsruhe eingerichtet. Von 2008 bis 2016 war er Inhaber des Stiftungslehrstuhls Standardisierung an der Rotterdam School of Management der Erasmus-Universität Rotterdam.
Von 1996 bis 2010 war Blind in leitenden Funktionen am (ISI) in Karlsruhe tätig. 2010 wechselte er zum Fraunhofer-Institut für Offene Kommunikationssysteme FOKUS in Berlin, von wo er im Oktober 2019 zum ISI in Karlsruhe zurückkehrte, wo er die Leitung des Geschäftsfeldes Innovation und Regulierung übernahm.

## Werk
Blind veröffentlichte in hochrangigen internationalen Fachzeitschriften, darunter in Research Policy, Technovation, Journal of Technology Transfer, Industrial an Corporate Change, IEEE Transactions on Engineering Management, Telecommunications Policy und Journal of Productivity Analysis, Industry & Innovation und R&D Management. Für seine Lebensleistung wird er seit 2009 im Handelsblatt Betriebswirte-Ranking, welches 2018 von der Wirtschaftswoche übernommen wurde, zu den führenden deutschen Betriebswirten gerechnet. Im Ranking von Research.com wurde er im Februar 2022 unter den Top 10 der deutschen Betriebswirte auf Basis des Hirsch-Indexes gelistet. Ferner wurde er im F.A.Z.-Ökonomenranking 2013 der einflussreichsten deutschen Ökonomen gelistet. Blinds Dissertation wurde mit dem F. A. v. Hayek-Preis der Wirtschaftswissenschaftlichen Fakultät der Universität Freiburg ausgezeichnet.
Im Jahr 2012 hat er wie das Berliner Innovationspanel initiiert. Es wird jährlich vom Leibniz Zentrum für Europäische Wirtschaftsforschung (ZEW) parallel zu dem für die Bundesrepublik Deutschland erhobenen Innovationspanel durchgeführt und erfasst empirische Daten zum Innovationsgeschehen der Berliner Wirtschaft.
Knut Blind hat im Jahr 2012 das Deutsche Normungspanel (DNP) initiiert, das mit Unterstützung des Deutschen Instituts für Normung (DIN e. V.) und der Deutschen Kommission Elektrotechnik Elektronik Informationstechnik (DKE) in DIN und VDE unter der Schirmherrschaft des Bundesministeriums für Wirtschaft und Klimaschutz eine jährliche Befragung von Organisationen zum Thema Normung und Standardisierung durchführt. Im April 2023 wurde er von der Generaldirektion Forschung und Innovation der Europäischen Kommission beauftragt, das Europäische Normungspanel durchzuführen.

## Auszeichnungen und Preise
- 2017: Mitglied der Deutschen Akademie der Technikwissenschaften (acatech)[17]
- 2016: ISPIM Knut Holt Best Paper Award für "To Standardize or to Patent? Development of a Decision Making Tool and Recommendations for Young Companies" zusammen mit Nizar Abdelkafi, Sergiy Makhotin, Marina Thuns und Anna Pohle vom Fraunhofer-Zentrum für Internationales Management und Wissensökonomie[18]
- 2015: Auszeichnung für zweitbestes Paper "Regulation and Standardization of Data Protection in Cloud Computing" zusammen mit Martin Löhe (Technische Universität Berlin, Deutschland) bei der ITU Kaleidoscope 2015 Konferenz "Trust in the Information Society"[19]
- 2013: WISU Prof-Homepage des Monats Oktober 2013
- 2012: IEC-IEEE 2. Preis für das Paper "The benefits of standards and standardization in the German electric and electronic industry" zusammen mit Dr. Axel Mangelsdorf[20]